# Montanwesen
Als Montanwesen (von lateinisch mons für ‚Berg‘, Adj. montanistisch) bezeichnet man denjenigen wirtschaftlichen und technologischen Sektor, der sich mit der Erdkruste und ihren Bestandteilen als Ressource wie auch als natürliche Gegebenheit beschäftigen.

## Umfang des Montanwesens
Zum Montanwesen gehören das Bergwesen (Angelegenheiten des Arbeitens mit Gestein), das Hüttenwesen (als Gewinnung und Verarbeitung der Erze, Erden und Salze) und das Gesteinshüttenwesen (Gewinnung und Verarbeitung sonstiger nichtmetallischer mineralischer Rohstoffe):
- das traditionelle Berg- und Hüttenwesen als Teil der Schwerindustrie, in Überschneidung zur Verfahrenstechnik wie auch Technischen Chemie, im Speziellen der Metallurgie
  - die Gewinnung von mineralischen Rohstoffen, also den klassischen Bergbau der Lagerstätten, inklusive der Salzgewinnung (Salinenwesen) und dem Abbau von Erden, Sanden, Schotter und Kiesen und anderen Baustoffen, sowie deren primäre Verarbeitung
  - die über- und untertägigen Abbauverfahren für andere feste, flüssige und gasförmige Rohstoffe, einschließlich der Gewinnung der Energierohstoffe Erdöl und Erdgas (Erdölwesen) wie auch Erdwärme (Geothermie)
  - die Gewinnung von Wasser aus Lagerstätten
- das industrielle und nichtindustrielle Aufspüren und Gewinnen von Bodenschätzen wie Schmuck- und Edelsteinen, das Steinsammeln und Sammeln von Fossilien zu wissenschaftlichen und gewerblichen Zwecken
- den Tunnelbau und Bau unterirdischer Anlagen im Gestein (Kavernenbau, Hohlraumbau) als Fachbereich des Tief- und Grundbaus
- das militärische Mineur- und Sappeurwesen, als Truppengattung der Pioniere
- das Deponiewesen und die Technologie unterirdischer Speicher aller Art
- die gesamten Grundlagen der Montanwissenschaften (Montanistik), vom Markscheidewesen über Montankartographie bis zu den Werkstoffwissenschaften, als interdisziplinäres Fachgebiet der theoretischen und angewandten Geowissenschaften mit den technischen Wissenschaften
- die gesamte Rechtsmaterie des nationalen und internationalen Bergrechts, die einschlägige Rohstoffpolitik und die Montanraumordnung
- die Montangeschichte als Kulturgeschichte des Berg-, Hütten- und Salinenwesen